# Gare de Taillebourg
La gare de Taillebourg est une gare ferroviaire française fermée de la ligne de Nantes-Orléans à Saintes, située sur le territoire de la commune de Taillebourg dans le département de la Charente-Maritime, en région Nouvelle-Aquitaine. 
Cette halte ferroviaire de la Société nationale des chemins de fer français (SNCF), desservie par des TER Nouvelle-Aquitaine, est fermée en 2020. 

## Situation ferroviaire
Établie à 7 mètres d'altitude, la gare Taillebourg est située au point kilométrique (PK) 242,586 de la ligne de Nantes-Orléans à Saintes, entre les gares ouvertes de Saint-Savinien-sur-Charente et de Saintes. En direction de Saintes, s'intercale l'ancienne halte du Pontreau.
Ancienne gare de bifurcation, elle est également l'aboutissement au PK 18,780 de la ligne de Saint-Jean-d'Angély à Taillebourg (déclassée et déposée),.

## Histoire
En 1867 est réalisée la construction d'une voie ferrée le long de la Charente afin de relier Rochefort à Angoulême via Saintes et  Cognac. 
Avec l'apport des capitaux de la Compagnie des chemins de fer des Charentes, la nouvelle ligne ferroviaire fut mise en chantier par une réalisation progressive en trois tronçons. La première section ferroviaire relient les villes de Rochefort et de Saintes en passant du nord-ouest au sud-est par Tonnay-Charente, Bords, Saint-Savinien et Taillebourg. Cette première section est ouverte à l'exploitation commerciale le 15 avril 1867 en même temps que toutes les gares qui jalonnent son parcours.  
Implantée sur la rive droite de la Charente, la gare rurale de Taillebourg est établie à la sortie du bourg en direction de Saintes. La gare prend rapidement une certaine importance puisqu'elle est choisie pour recevoir une ligne de chemin de fer à voie unique en direction de Saint-Jean-d'Angély. Cette voie ferrée qui est la dernière construite par la Compagnie des chemins de fer des Charentes est réalisée en 1878 et fit de Taillebourg un centre de bifurcation ferroviaire.
Au début du XXe siècle, la station de Taillebourg développe un véritable rôle de carrefour ferroviaire qui est conforté en 1904 par la réalisation de la nouvelle voie ferrée reliant Taillebourg à Saint-Porchaire, construite par la Compagnie des chemins de fer des Charentes . Un pont métallique fut construit pour enjamber le fleuve et permit par cette réalisation de rompre l'isolement ferroviaire du canton de Saint-Porchaire. La gare dessert les villages de la rive droite (Saint-Vaize) et de la rive gauche (Crazannes et Port-d'Envaux), ces deux derniers appartenant au canton de Saint-Porchaire. Les voyageurs de la rive gauche de la Charente se rendent à la gare de Taillebourg après avoir traversé le pont sur le fleuve à Taillebourg.
La gare est dotée d'entrepôts pour les marchandises et l'emprise ferroviaire devient importante par le croisement des lignes de chemin de fer de Rochefort à Saintes et de Saint-Jean-d'Angély à Saint-Porchaire. Mais ce rôle ferroviaire, qui parvint à son apogée dans les années 1920, décline rapidement après la cessation, en 1932, du trafic voyageurs entre Taillebourg et Saint-Jean-d'Angély et la suppression définitive de cette voie ferrée en 1954. Cette ligne ferroviaire fut en effet durement concurrencée par celle qui fut établie plus directement entre Saintes et Saint-Jean-d'Angély en 1911 et qui devint l'artère ferroviaire directe de Paris à Bordeaux via les gares de Chartres, Saumur et Niort. Il en fut de même pour la ligne de Taillebourg à Saint-Porchaire qui fut totalement déclassée et déposée en 1925.
Au lendemain de la Seconde Guerre mondiale, le trafic ferroviaire des voyageurs a continué de baisser et faillit entraîner à terme la fermeture définitive de la gare de Taillebourg. Mais la mise en place par la région Poitou-Charentes d'un réseau régional de trains TER Poitou-Charentes à partir de 2002 a sauvé de justesse la gare.
En 2020, la halte n’est plus desservie et disparaît du plan TER Nouvelle-Aquitaine ainsi que des fiches horaires de la ligne 15. Son bâtiment voyageurs a été détruit.

## Fréquentation
De 2015 à 2020, selon les estimations de la SNCF, la fréquentation annuelle de la gare s'élève aux nombres indiqués dans le tableau ci-dessous.
| Année     | 2015 | 2016 | 2017 | 2018 | 2019 | 2020 |
| --------- | ---- | ---- | ---- | ---- | ---- | ---- |
| Voyageurs | 252  | 563  | 453  | 368  | 663  | 0    |

## Service des voyageurs
Halte fermée au service des voyageurs.

## Patrimoine ferroviaire
L'ancien bâtiment voyageurs d'origine, inutilisé par la halte, fut présent jusqu'à sa destruction début 2020 (un permis de démolir avait été établi le 2 novembre 2018).

Ancien bâtiment voyageurs
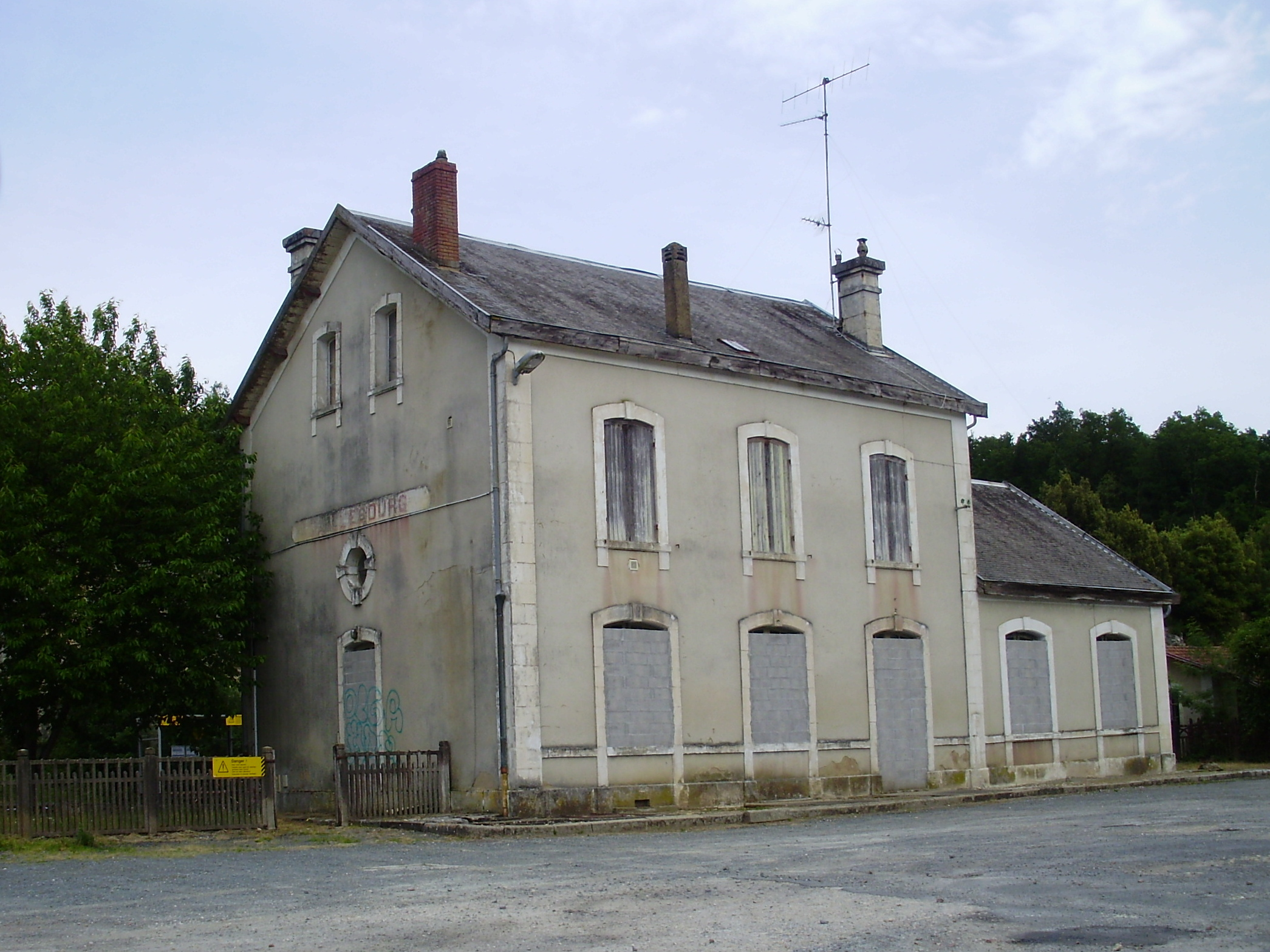
Mai 2014.
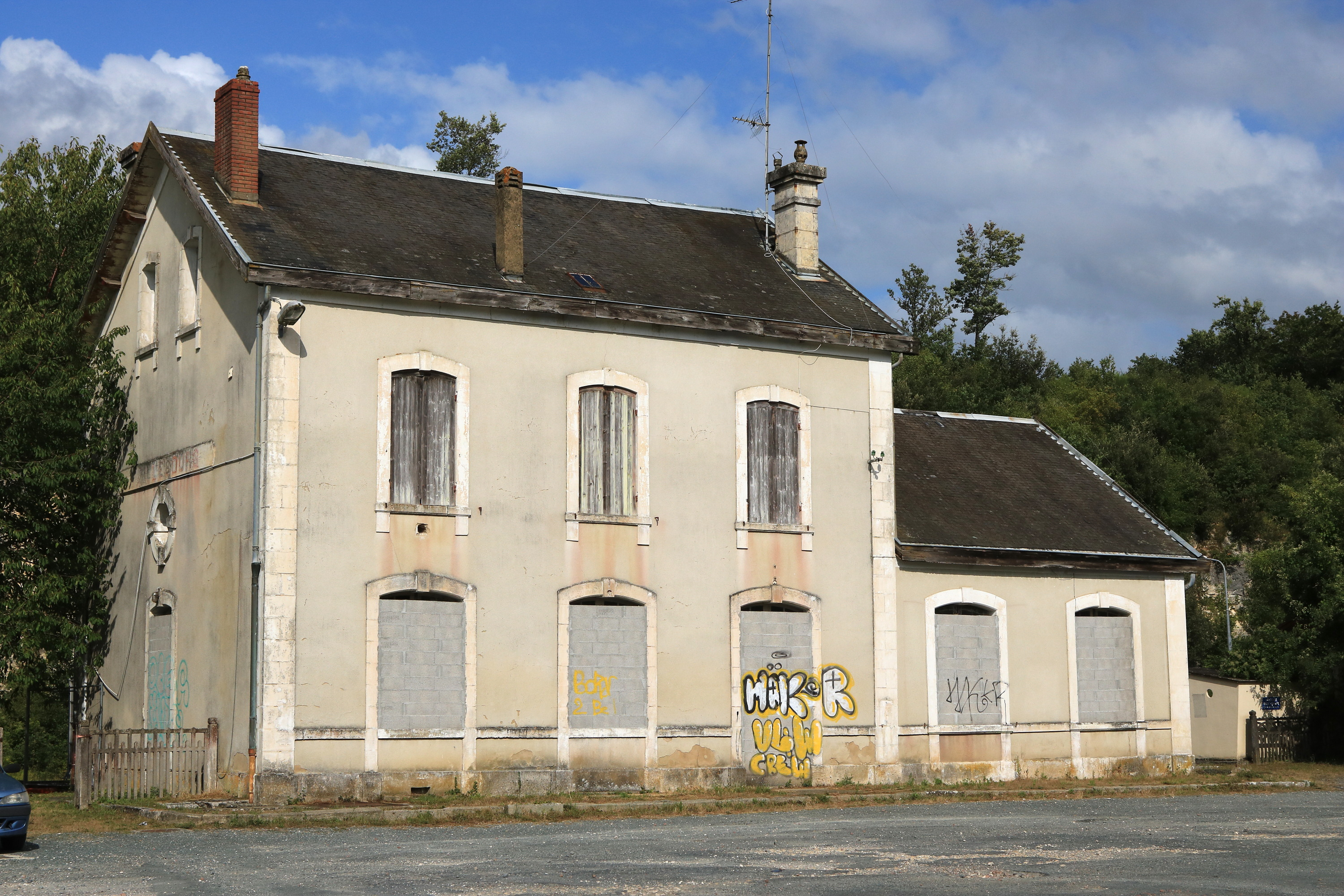
Juillet 2019.
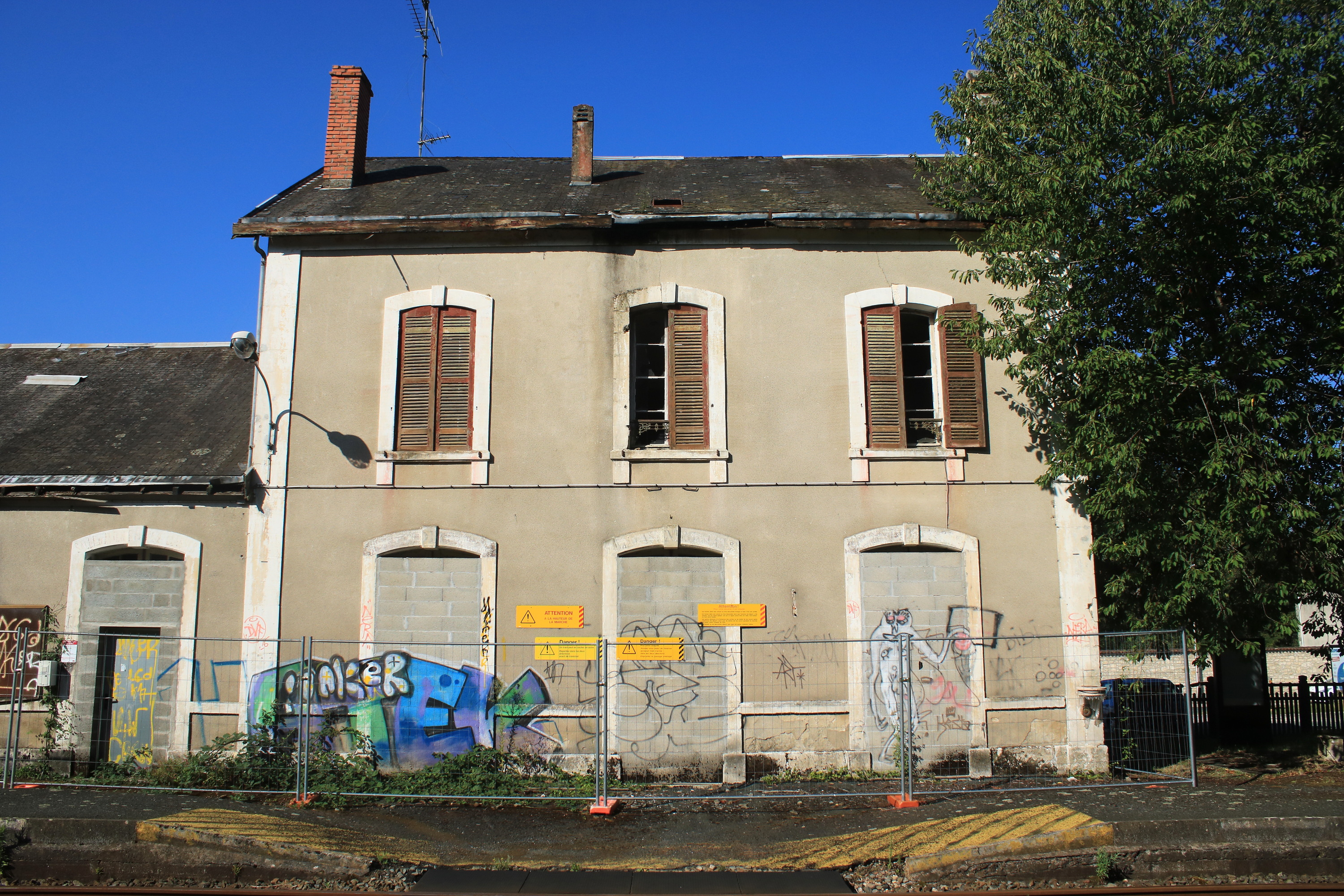
Août 2019.